# Mała informatyka
Mała informatyka – potoczne określenie przetwarzania danych przy użyciu maszyn innych niż komputery. Często nie zalicza się do niej przetwarzania na maszynach licząco-analitycznych, rezerwując dla nich nazwę średnia informatyka.
Rodzaje maszyn używanych do tego celu:
- maszyna do adresowania (adresarka)
- maszyna do dodawania (sumator)
- maszyna do fakturowania
- maszyna do księgowania
- maszyna do pisania
- maszyna kalkulacyjna
- maszyna licząco-analityczna
  - maszyny podstawowe:
    - tabulator
    - sorter

  - maszyny pomocnicze:
    - komparator, czyli urządzenie do przygotowania maszynowych nośników danych (np. CELLATRON 8027)
      - dziurkarka
      - sprawdzarka

    - rejestrator

  - maszyny uzupełniające:
    - kalkulator
    - reproduktor
    - opisywacz
    - dziurkarka sumaryczna kart

Część autorów publikacji do zakresu małej informatyki zalicza takie narzędzia małej i średniej techniki obliczeniowej, takie jak mediokomputery, czyli komputery biurowe i minikomputery. Taka klasyfikacja znajdowała swoje uzasadnienie w sytuacji dużych przedsiębiorstw, w których przetwarzanie danych odbywało się przy użyciu dużych systemów komputerowych (np. mainframe), a narzędzia małej i średniej informatyki stosowane były do wprowadzania danych i wstępnego ich przetwarzania dla potrzeb dużych komputerów.